# The Day of Faith
The Day of Faith è un film muto del 1923 diretto da Tod Browning.

## Trama
John Anstell, figlio ed erede di un ricco e potente finanziere, si innamora di Jane Maynard, una giovane piena di ideali che ha aperto una missione in ricordo del filantropo Bland Hendricks. Il vecchio Anstell, contrario alla relazione del figlio con la ragazza, cerca di sporcarne l'immagine affidando a un reporter l'incarico di scrivere una storia che metta in cattiva luce la missione. Ma Tom Barnett, il giornalista, resta tanto preso dall'entusiasmo e dalla sincerità di Jane che si offre di lavorare con lei come volontario. Anstell, allora, cerca di sfruttare la missione per guadagnare popolarità.
Ma i metodi disonesti e senza scrupoli che ha usato nella sua scalata al successo provocano alla fine la protesta di coloro che Anstell ha vessato in tutti quegli anni. Una folla si riversa a cercare la vendetta. Chi ne va di mezzo è suo figlio, che i rivoltosi colpiscono a morte.
Anstell allora, finalmente, si rende conto dei proprî errori e si pente mentre Jane e Tom continueranno a lavorare insieme nella missione.

## Produzione
Il film fu prodotto dalla Goldwyn Pictures Corporation con un budget stimato di 250.000 dollari. Venne girato dal 14 maggio al 10 agosto 1923.

## Distribuzione
Distribuito dalla Goldwyn-Cosmopolitan Distributing Corporation, uscì nelle sale cinematografiche  statunitensi  il 21 ottobre 1923.